# جورج هارت (لاعب اتحاد الرغبي)
جورج هارت (بالإنجليزية: George Hart)‏ هو لاعب اتحاد الرغبي نيوزيلندي، ولد في 10 فبراير 1909 في كرايستشرش في نيوزيلندا، وتوفي في 3 يونيو 1944 في سورا، لاتسيو في إيطاليا.

## وصلات خارجية
- جورج هارت عل موقع إسبنسكروم (الإنجليزية)